# Кук (лунный кратер)
Кратер Кук (лат. Cook) — крупный древний ударный кратер в юго-западной части Моря Изобилия на видимой стороне Луны. Название присвоено в честь английского мореплавателя, исследователя, картографа и первооткрывателя Джеймса Кука (1728—1779) и утверждено Международным астрономическим союзом в 1935 г. Образование кратера относится к нектарскому периоду.

## Описание кратера

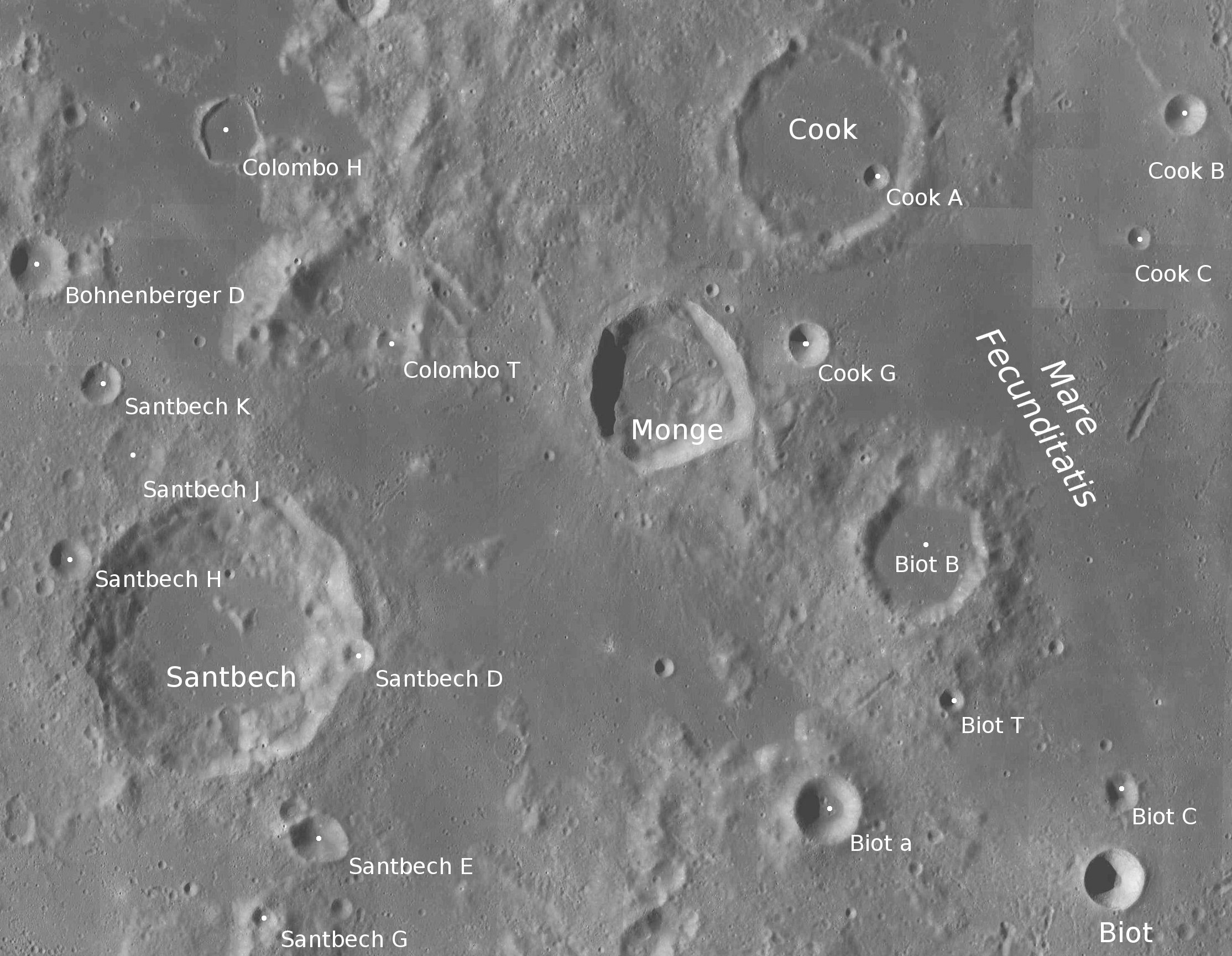
Окрестности кратера Кук. Снимок зонда Lunar Reconnaissance Orbiter.

Ближайшими соседями кратера Кук являются кратер Колумб на западе-северо-западе; кратер Мак-Клюр на севере-северо-востоке; кратер Венделин на востоке; кратер Роттсли на юго-востоке и кратер Монж на юго-западе. На западе от кратера Кук лежат горы Пиренеи и далее Море Нектара. Селенографические координаты центра кратера 17°30′ ю. ш. 48°49′ в. д. / 17,5° ю. ш. 48,81° в. д., диаметр 45,2 км, глубина 1,12 км.
Кратер Кук имеет полигональную форму и затоплен базальтовой лавой, над поверхностью возвышается лишь узкая вершина вала. Вал сглажен и перекрыт несколькими маленькими кратерами. В юго-восточной части чаши расположен приметный сателлитный кратер Кук А (см. ниже). На востоке от кратера Кук находится безымянная цепочка из 6-7 кратеров.

## Сателлитные кратеры
| Кук | Координаты                                            | Диаметр, км |
| --- | ----------------------------------------------------- | ----------- |
| A   | 17°46′ ю. ш. 49°13′ в. д. / 17,76° ю. ш. 49,21° в. д. | 5,8         |
| B   | 17°18′ ю. ш. 51°38′ в. д. / 17,3° ю. ш. 51,64° в. д.  | 9,0         |
| C   | 18°11′ ю. ш. 51°17′ в. д. / 18,19° ю. ш. 51,28° в. д. | 5,0         |
| D   | 20°10′ ю. ш. 53°23′ в. д. / 20,17° ю. ш. 53,38° в. д. | 4,8         |
| E   | 18°26′ ю. ш. 55°06′ в. д. / 18,43° ю. ш. 55,1° в. д.  | 6,2         |
| F   | 17°35′ ю. ш. 55°22′ в. д. / 17,59° ю. ш. 55,37° в. д. | 7,1         |

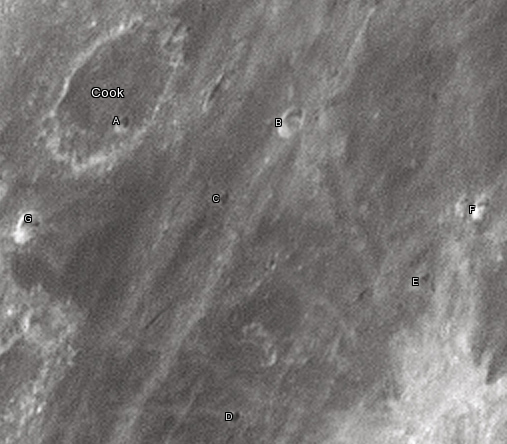
Снимок Девида Кемпбелла.

- Сателлитные кратеры Кук B и Кук F включены в список кратеров с яркой системой лучей Ассоциации лунной и планетарной астрономии (ALPO)[5].

## См.также
- Список кратеров на Луне
- Лунный кратер
- Морфологический каталог кратеров Луны
- Планетная номенклатура
- Селенография
- Минералогия Луны
- Геология Луны
- Поздняя тяжёлая бомбардировка